# Verdure et Libido
Albums de Billy Ze Kick
Paniac
(1996) Premiers Titres
(2003)
Verdure et Libido est le troisième album du groupe rennais Billy Ze Kick et les Gamins en Folie, sorti en 2001. Se séparant de Polygram, l'album est produit par Pudding Prod (en fait une autoproduction) et distribué par M10.

## L'album
Ce troisième album est le deuxième de Billy Ze Kick et les Gamins en Folie au complet, les Gamins n'étant pas crédités sur Paniac, album solo de la meneuse Billy Ze Kick (alias Nathalie Cousin). Il est issu de la reformation éphémère du groupe, séparé en 1994 après le premier album simplement intitulé Billy Ze Kick et les Gamins en Folie et qui se sépare à nouveau juste après cet opus. Il reçoit un accueil plutôt confidentiel, 15 000 ventes, comme son prédécesseur Paniac.
Il se compose de douze morceaux. Deux feront l'objet de singles, Quelques mots (pour calmer les machos) et Ma petite dépression.
Les thèmes abordés par l'album sont plus "engagés", toujours dans une veine libertaire, mais sur un penchant plus "écolo" et "sexuée". Parmi les titres dans le premier domaine, citons  Ma Plante (avec un nouveau flirt avec la consommation de drogues, comme sur le premier album), Serial pollueur, Round Up (chanson avec un arrière-goût de désherbant), mais également Dany le Rouge, hommage à Daniel Cohn-Bendit. Pour le second, Ma Petite Dépression en appelle aux pulsions sexuelles pour se remettre des problèmes du quotidien.

## Liste des titres
1. Ma petite dépression
2. Serial Pollueur
3. Quelques mots
4. La Revanche du glandeur
5. Retour en ville
6. Dany le rouge
7. Round up
8. Ma plante
9. Ze Boss
10. Marie-Joe
11. Le Cœur pur
12. Gangster Fantaisie